# Stuart Bass
Stuart Bass é um editor e diretor canadense. É mais conhecido por seu trabalho nas séries The Wonder Years, MacGyver, The Office, Arrested Development, Pushing Daisies e A Series of Unfortunate Events.

## Biografia
Bass nasceu em Montreal, Canadá. Ele recebeu um bacharelado em artes da comunicação pela Universidade de Wisconsin em 1978 e um mestrado do Instituto de Arte de São Francisco em 1980. Em 2009, a revista Motion Picture Editors Guild declarou que "Bass traz uma sensibilidade cinematográfica para cortar comédias". Ele é membro da American Cinema Editors e foi presidente da Academia de Artes e Ciências Televisivas de 2007 a 2010 e de 2012 a 2017.

## Prêmios e indicações
| Ano  | Resultado | Prêmio                             | Categoria                                                      | Obra                      | Ref.   |
| ---- | --------- | ---------------------------------- | -------------------------------------------------------------- | ------------------------- | ------ |
| 2009 | Nomeado   | Primetime Emmy Awards              | Melhor Edição de Imagens com Câmera Única em Série de Comédia  | The Office                | [ 9 ]  |
| 2008 | Venceu    | Primetime Emmy Awards              | Melhor Edição de Imagens com Câmera Única em Série de Comédia  | Pushing Daisies           | [ 10 ] |
| 2008 | Venceu    | Hollywood Professional Association | Melhor Edição - Televisão                                      | Pushing Daisies           | [ 11 ] |
| 2006 | Nomeado   | Hollywood Professional Association | Melhor Edição - Televisão                                      | Arrested Development      | [ 12 ] |
| 2006 | Nomeado   | Primetime Emmy Awards              | Melhor Edição de Imagens com Câmera Única em Série de Comédia  | Arrested Development      | [ 13 ] |
| 2005 | Venceu    | American Cinema Editors            | Melhor Edição de Série de Comédia para Televisão Não Comercial | Arrested Development      |        |
| 1997 | Nomeado   | American Cinema Editors            | Melhor Edição de Série de Comédia para Televisão Não Comercial | Sabrina the Teenage Witch |        |
| 1994 | Nomeado   | Primetime Emmy Awards              | Melhor Edição de Imagens para Programa de Não-ficção           | But... Seriously          | [ 14 ] |
| 1989 | Nomeado   | Primetime Emmy Awards              | Melhor Edição de Série de Meia Hora para Televisão             | Sabrina the Teenage Witch |        |